# Вахни
Вахни (амхарский: ወህኒ) — название одной из гор в Эфиопии, куда ссылали большинство наследников императора Эфиопии мужского пола, как правило, пожизненно. Это была последняя из трёх таких гор, или амб, которые, как говорят, использовались для этой цели; две другие — Дэбрэ-Дамо и амба Гешен.
С некоторого неустановленного времени в истории существовал обычай, что, когда император вступал на престол, его братьев и других родственников мужского пола отправляли в царскую тюрьму, где они жили до тех пор, пока их не призывали стать новым императором или пока они не умирали. Гора Вахни впервые была использована в качестве тюрьмы Фасиледэсом, когда он сослал туда своего сына Давита за руководство восстанием. Гора была заброшена как тюрьма во время эпохи князей; точнее, в 1790-х годах, как Самуэль Гоба узнал от некоего Такла Селассие, «родственника царя» (то есть императора Эфиопии).
Хотя Джеймс Брюс первым упоминает о существовании царской тюрьмы на Вахни, Томас Пакенем был первым европейцем, посетившим это место в 1955 году. Он отмечает, что когда он начал искать этот полузабытый комплекс, существовало три возможных места для расположения тюрьмы в провинции Бэгемдыр, которая сейчас является частью региона Амхара в Эфиопии: эфиопский эксперт Стивен Райт считал, что она находится в трёх днях пути к западу от Гондэра; полковник Шиффероу, который был знаком с этой местностью, знал о двух местах к востоку от Гондэра. В ходе поисков Пакенем определил, что она находилась в горах к северо-востоку от Эмфраза, и он записал свои впечатления от первого чёткого вида на неё:
На тихой равнине открылось ущелье шириной примерно в полмили, ведущее в чашеобразную долину. Это была долина Вахни. Из центра поднимался изъеденный чёрными пятнами большой палец, который и был той самой Горой. На самом деле он был в два раза выше, чем казался на первый взгляд, его склоны были совершенно отвесными до самой земли, а вершина плоской и поросшей травой.
Пакенем обнаружил у подножия горы деревню, которая «едва ли заслуживала этого названия». Хотя он счёл жителей «жалкими и бедными», осматривая местную церковь, он нашёл ряд картин, которые датировал XVII веком, «фактически, через пятьдесят лет после Фасиля, но они были волнующим свидетельством важности Вахни в то время. Хотя церковь и деревня теперь были такими обветшалыми, было очевидно, что когда-то они пользовались царским покровительством, таким же щедрым, как и сам Гондэр».
К сожалению, оползень, произошедший в какой-то момент в предшествующие 30 лет, не позволил Пакенему подняться на гору Вахни. Вооружившись альпинистским снаряжением, несколько месяцев спустя он предпринял вторую неудачную попытку. Он завершает свой рассказ о путешествиях по Эфиопии описанием комплекса на вершине горы, увиденного с воздуха, после того как он убедил пилота рейса Гондэр-Аддис-Абеба пролететь мимо и облететь эту вершину.
Писательница-путешественник Барбара Той (Barbara Toy) стала первым представителем Запада, ступившим на вершину Вахни, куда она добралась в 1959 году на вертолете. Она разбила лагерь на ночь на горе и описала свое пребывание в Эфиопии в своей книге 1961 года «В поисках Шебы: через Сахару в Эфиопию», опубликованной издательством «Джон Мюррей».
В 2002 году на гору Вахни поднялись участники кругосветной альпинистской экспедиции HotRock. Об этом рассказано в книге «Невольный путешественник» (Reluctant Traveller) Билла Ламли (Bill Lumley), который присоединился к экспедиции HotRock на эфиопском этапе путешествия.
Эта царская тюрьма на вершине Вахни оказала влияние на английскую литературу благодаря рассказам Джеймса Брюса и вдохновила доктора Сэмюэла Джонсона на создание сюжета для его романа «История Расселаса, принца Абиссинии».